# Grime (hovedtøj)
 For alternative betydninger, se Grime. (Se også artikler, som begynder med Grime)
En grime er et hovedtøj til en hest, oftest lavet af nylon eller læder. En grime har en hest ofte på hele dagen, i modsætning til trenser, som kun bruges ved ridning, eller lign. håndtering af hesten. I grimen kan man sætte et trækketov, hvis man skal gå med hesten. Der findes dog mange forskellige slags grimer, men man vil oftest støde på grimer med én enkel ring over hagen, og i denne ring sættes trækketovet.
Grimer bruges ofte så man lettere kan håndtere sin hest. Det er forskelligt fra hesteejer til hestejer, om hesten har grime på, på fold.
| Dyr | Spire Denne artikel om dyr er en spire som bør udbygges. Du er velkommen til at hjælpe Wikipedia ved at udvide den. |